# Sentencia de muerte (obra de teatro)
Sentencia de muerte es una obra de teatro de Alfonso Paso, estrenada en 1960.

## Sinopsis
La obra recrea un proceso judicial en el que el Fiscal ve implicado a un miembro cercano de su familia: su propio hijo.

## Estreno
- Teatro Lara de Madrid, el 7 de diciembre de 1960.
  - Dirección: Alberto González Vergel.
  - Decorados: Emilio Burgos.
  - Intérpretes: José Luis Pellicena, Andrés Mejuto, Francisco Pierrá, Ana María Méndez, Amparo Martí, Gemma Cuervo, Carmen de la Maza, José Luis Heredia, Mariano Azaña, Mayrata O'Wisiedo, Pepe Martín, Conchita Leza.